# Zbraslavec
Obec Zbraslavec se nachází v okrese Blansko v Jihomoravském kraji. Žije zde 232 obyvatel.

## Historie
První písemná zmínka o obci pochází z roku 1374.

## Pamětihodnosti
- Kaple Panny Marie Karmelské
- Hrnčířská hospoda